# Галерија легат Милуна Митровића
| Галерија легат Милуна Митровића |                                  |
|                                 |                                  |
| Фотографија галерије            |                                  |
| Врста:                          | Државна установа                 |
| Основана:                       | 21. јуна 2001.                   |
| Седиште:                        | Трг Ослобођења Сокобања · Србија |
| Структура:                      | - Легат                          |

Галерија легат Милуна Митровића је галерија отворена 21. јуна 2001. године на иницијативу сокобањског академског сликара Милуна Митровића, који је том приликом Сокобањи поклонио 150 слика. У овом објекту се често организују изложбе великих уметника данашњице и током године се одржавају различите изложбе и књижевне вечери.

## Историја
Магистар Милун Митровић је рођен 15. децембра 1922. године у сокобањском селу Рујевица. Од 1945. године је живео и радио у Београду. Завршио је гимназију и учитељску школу у Алексинцу. Дипломирао је 1948. године и магистрирао 1972. на Факултету ликовних уметности Универзитета уметности у Београду. Био је члан више удружења ликовних уметника у земљи и иностранству. Имао је преко четрдесет самосталних изложби у земљи. Добитник је више награда као и Ордена Републике са златним венцем. На његову иницијативу је отворена Галерија легат Милуна Митровића 21. јуна 2001. у Сокобањи која је под заштитом Завода за заштиту споменика културе и Уметничка колонија „Сокоград” која је први пут одржана 1996, где се сваке године организују културне манифестације. Преминуо је у Сокобањи 2010. године.

## Изложбе
У овом објекту се током године смењују поставке великог броја признатих домаћих и светских уметника, догађаји из области културе, уметничке вечери, концерти и књижевни сусрети. Неке од организованих изложби су:
- Изложба графика са мотивима палеолита и неолита уметнице Леоније, 2018. године[6]
- Изложба ратних фотографија — сећање на Бизерту, 2018. године[7]
- Изложба слика Павла Тодоровића од 12—16. августа[8]
- Изложба слика Војислава Стојановића Жуће[9]